# Поліція Чорногорії
Управління поліції (чорн. Управа полиције / Uprava policije) — офіційна назва національної поліції Чорногорії. Входить до структури міністерства внутрішніх справ, зберігаючи повну операційну самостійність у справах поліції, тоді як саме міністерство відповідає за бюджетні та адміністративні питання, управління кадрами і наглядові функції (внутрішні справи, дисциплінарна комісія, рада з етики).
З показником 1 поліціянт на 141 жителя Чорногорія посідає друге місце за кількістю правоохоронців на душу населення в Європі після Монако.

## Устрій
Управління поліції очолює директор поліції, якого призначає міністр внутрішніх справ на п'ятирічний строк на основі результатів публічного конкурсу заяв і процесу відбору. Директорові безпосередньо підпорядковані заступники директора, кожен із яких очолює департамент з національною юрисдикцією, а також керівники регіональних підрозділів поліції, відповідальні за місцеві правоохоронні обов'язки в межах територіальної юрисдикції свого регіонального підрозділу поліції.
Процес подання заявок на посаду директора і заступників директорів відкритий для прокурорів, суддів і службовців як військових сил Чорногорії, так і Агентства національної безпеки Чорногорії, з певними умовами щодо досвіду роботи на керівних посадах. Усі інші керівники внутрішніх підрозділів можуть бути призначені лише з числа офіцерів поліції.
Чинне Положення про організацію та структуру Міністерства внутрішніх справ визначає, що Управління поліції має п'ять відділів і чотири територіальні підрозділи:
- Загальний відділ поліції
- Відділ кримінальних розслідувань
- Відділ прикордонної поліції
- Відділ поліції спеціального призначення
- Підрозділ фінансової розвідки

Територіальні підрозділи поліції:
- територіальний підрозділ поліції «Південь» (відділення у містах Герцег-Новий, Котор, Тиват, Будва, Бар, Улцинь)
- територіальний підрозділ поліції «Захід» (відділення Никшич, Плєвля, Шавник, Жабляк, Плужине)
- територіальний підрозділ поліції «Північ» (відділення Бієло-Полє, Беране, Мойковаць, Колашин, Плав, Рожає, Андрієвиця, Петніця, Гусинє)
- територіальний підрозділ поліції «Центр» (відділення Подгориця, Цетинє, Даниловград, Тузі, Зета)

Крім вищезгаданих оперативних підрозділів, Управління поліції має і кілька допоміжних підрозділів: Центр криміналістичної експертизи та підрозділи, що займаються аналітикою, зовнішньою координацією, адмініструванням електронних/цифрових активів поліції тощо.
Головна будівля поліції, розташована в столиці на бульварі Святого Петра Цетинського, 22, зведена у 2010 році та має площу 9 360 м2. У Даниловграді існує Поліцейська академія, забезпечуючи як базову освіту поліціянта, так і професійну та спеціалізовану підготовку. В цьому ж місті працює і Центр криміналістичної експертизи (судово-медичний центр).
Авіаційний загін цивільної поліції Чорногорії входить до складу авіаційного підрозділу уряду Чорногорії. Він придбав свій перший літальний апарат у 1972 році, а ще три SA341 Gazelle були передані з військово-повітряних сил у 1990-х роках. Авіаційний підрозділ також експлуатує два Augusta-Bell AB412. Усі гелікоптери базуються в аеропорту Голубовці у Подгориці.
Положення про організацію та структуру Міністерства внутрішніх справ передбачає чисельність Управління поліції у 5376 правоохоронців. Однак фактична кількість зайнятих співробітників значно менша, а деякі відділи хронічно недоукомплектовані.

## Спірний момент
У червні 2023 року комітет Ради Європи з боротьби з катуванням закликав Чорногорію розслідувати жорстокість поліції. 23 березня 2022 року Європол оприлюднив звіт, який містив фотографії поліціянтів, що катували в'язнів. 
У звіті наводилися різні випадки ймовірного жорстокого поводження з ув'язненими, включаючи фалаку, тортури над геніталіями, удари електрострумом, асфіксію, а також погрози зґвалтуванням і погрози дітям та іншим членам сімей ув'язнених. У відповідь уряд Чорногорії висловив готовність дотримуватися рекомендацій, висунутих Комітетом із питань запобігання катуванням та нелюдському або принижувальному поводженню чи покаранню.